# لطفعلی بختیاری
لطفعلی بختیاری سرتیپ پاسدار فرماندهی انتظامی جمهوری اسلامی ایران است، که هم‌اکنون ریاست مرکز مطالعات راهبردی فراجا را برعهده دارد، همچنین مدرس دانشگاه عالی دفاع ملی است.
وی فعالیت نظامی را در خلال جنگ ایران و عراق در سپاه پاسداران انقلاب اسلامی آغاز کرد. او از ۱۳۸۵ تا ۱۳۸۸ معاون طرح و برنامه و بودجه نیروی مقاومت بسیج بود و از ۱۳۸۸ تا ۱۳۹۰ به‌عنوان رئیس سازمان بسیج اساتید فعالیت می‌کرد.
بختیاری در سال ۱۳۹۳ به نیروی انتظامی منتقل شد، در فاصله سال‌های ۱۳۹۳ تا ۱۴۰۰ فرماندهی دانشگاه علوم انتظامی امین را برعهده داشت و از اسفندماه ۱۴۰۱ رئیس مرکز مطالعات راهبردی فراجا است. او در سال ۱۴۰۲ درجه سرتیپی دریافت کرد.